# Klingsta och Allsta
Klingsta och Allsta – miejscowość (tätort) w Szwecji, w regionie administracyjnym (län) Västernorrland, w gminie Sundsvall.
Według danych Szwedzkiego Urzędu Statystycznego liczba ludności wyniosła: 547 (31 grudnia 2015), 567 (31 grudnia 2018) i 579 (31 grudnia 2019).